# Педро Флаинес
Пе́дро Флаи́нес (исп. Pedro Flaínez; ? — около 1069 года) — леонский граф и магнат, член могущественной линии Флаинес, его родителями были Флаин Муньос и его вторая жена, Хуста Пепис. У него было несколько братьев и сестер, в том числе Диего Флаинес, отец Родриго Диаса де Вивара, а также Фернандо Флаинес, дед Химены Диас.

## Биография
Первое появление Педро в документации было в 996 году, когда он купил земельную собственность в Велилья-де-Вальдоре. Он накопил большое имущество за счет приобретений, а также за счет королевских пожертвований, добавленных к тому, что он унаследовал от своих родителей. Педро Флаинес владел несколькими феодами, в том числе Вальдельорма, Вальдоре, Куруэньо и Феррерас, а с 1014 года носил графский титул. Педро часто фигурирует при королевском дворе, подтверждая королевские грамоты королей Леона, Альфонсо V и Бермудо III. Он остался верен монарху Леона во время его противостояния с королем Наварры Санчо Гарсесом III, в отличие от своего брата Фернандо.
Вместе со своим племянником Флаином Фернандесом восстал против короля Альфонсо VI в 1061—1065 годах, и его имущество было конфисковано, в том числе семейный монастырь Сан-Педро-де-Вальдоре, который спустя годы был восстановлен его сыном Диего.

## Брак и потомство
Граф Педро Флаинес женился на Брунильде, возможно, дочери Мунио Веласкеса и Гото, около 1006 года, когда они впервые появляются вместе в документации. У супругов были следующие дети:
- Фафила Перес  (? — до сентября 1067), муж Муниадоны, от которой у него было двое детей: Мартин Фафилас и Марина Фафилас. Феодальный владелец замка в Леоне (1037). После битвы при Тамароне, он заменил своего дядю Фернандо Флаинеса во главе правительства города.
- Диего Перес , граф, женат на Марии Фройлас, дочери графа Фруэлы Муньоса и графини Гонтродо Перес, родители графа Фруэлы Диаса (? — 1119), продолжателя рода Фройлас, одного из самых важных в королевстве.
- Фернандо Перес , муж Эльвиры Нуньес, отец Флаина, Гонтродо и Хусты Фернандес.
- Химена Перес
- Флаин Перес , упомянутый его бабкой Хустой Пепис в 1009 году.